# Kongo, San Salvador
El kikongo, congo, kisikongo, kikoongo o kongo és una llengua bantu de la subfamília de les llengües kongo que es parla a la República del Congo, la República Democràtica del Congo i a Angola. Hi ha 537.000 kikongoparlants.
A la República Democràtica del Congo hi ha 536.994 parlants de kikongo (2000). Habiten sobretot al llarg del riu Congo, entre Kinshasa i el nord d'Angola. S'hi parlen els dialectes de fioti i San Salvador, que són força diferents. El 1016 i 1926 es va publicar la Bíblia en la llengua kongo.
Forma part de les llengües kongo (H.16), que són un subgrup del grup H de les llengües bantus. Les altres llengües del mateix grup són el Yombe, el koongo i el laari.